# منطقه ویژه اقتصادی سهند مراغه

## منطقه ویژه سهند مراغه
طرح پیشنهادی منطقه ویژه اقتصادی سهند مراغه Special Economic Zone Sahand Maragheh در سال ۸۵ با گرایش منطقه ویژه اقتصادی صنایع خشکبار، میوه و تره بار سهند مراغه به وزارت کشور و مناطق آزاد و ویژه اقتصادی ارائه و پس از پیگیری های انجام یافته، در تاریخ ۸۹/۰۹/۲۸ به تصویب مجلس شورای اسلامی رسید. در سال ۸۷ خورشیدی طرح ایجاد منطقه ویژه اقتصادی سهند مراغه در این منطقه به تصویب دولت رسید، و در تاریخ ۹۷/۰۳/۱۳ دولت دستور فعال سازی و عملیاتی نمودن این منطقه را صادر کرد. با توجه به نیاز مبرم شهرستان مراغه، در مدت زمان کوتاهی شاهد راه اندازی این منطقه خواهیم بود. مقرر است این منطقه در محدوده ای به وسعت ۷۰۰ هکتار در جوار بزرگراه مراغه ـ بناب و در داخل محدوده شهرستان مراغه ایجاد گردد.
فرماندار مراغه گفت: ایجاد منطقه ویژه اقتصادی موجب توسعه این شهرستان خواهد شد و عملیات اجرائی و تملک زمین برای احداث منطقه ویژه اقتصادی در این شهرستان با حضور کارشناسان دستگاه‌های اجرائی مرتبط آغاز شد.
البته با پیگیری های لازم فعلا مراحل اجرایی این منطقه  مسکوت مانده که انتظار میرود علی علیزاده نماینده جوان شهرستان ، این پرونده را با قدرت هرچه تمام به چرخش درآورد.

## مزایا و امکانات منطقه
1. دسترسی به فرودگاه سهند مراغه
2. عبور راه‌آهن سراسری و اتصال به اروپا از طریق ترکیه
3. واقع شدن در مسیر جاده ابریشم
4. نزدیکی به کشورهای ترکیه، آذربایجان، ارمنستان و به ویژه عراق
5. هم جواری با پتانسیل‌های مناسب جهت آبزی پروری، دام پروری و کشاورزی
6. وجود شبکه حمل و نقل جاده ای مناسب
7. وجود پایانه‌های حمل و نقل بار و مسافربری
8. دارا بودن پتانسیل ویژه در زمینه صادرات خشکبار و لزوم ایجاد صنایع تبدیلی
9. دارا بودن معادن غنی زغال‌سنگ، گرانیت، ،شن و ماسه،دیاتومیت، خاک نسوز، شهرک صنعتی، مرکز گمرک، مرکز اخترفیزیک مراغه و ظرفیت سیلویی مناسب،
10. قابلیت ترانس شیپمنت و مسیر اتصال و انتقال کالا به ویژه سوخت بین عراق،آذربایجان ،ترکیه،ارمنستان،افغانستان و...
11. مجهز به پایانه بزرگ حمل و نقل ترکیبی سوخت و کالای مراغه
12. تولید اکثر میوه های ایران در منطقه با کیفیت جهانی به ویژه سیب، انگور، گردو، آلوچه، سیفی جات و سایر محصولات زراعی و دامی

## مهمترین زمینه‌های سرمایه‌گذاری
- صنعت
- توریسم و گردشگری
- صنایع تبدیلی دامی
- صنایع تبدیلی کشاورزی
- صنایع غذایی
- صنایع مربوط به مواد معدنی بالاخص سنگ‌های ساختمانی تزئینی
- صنایع کانی غیر فلزی
- صنایع پایین دستی پتروشیمی و نفت
- صنایع فلزی
- آموزش عالی
- بازرگانی و تجارت
- خدمات انبارداری
- صنایع دستی

## نگارخانه

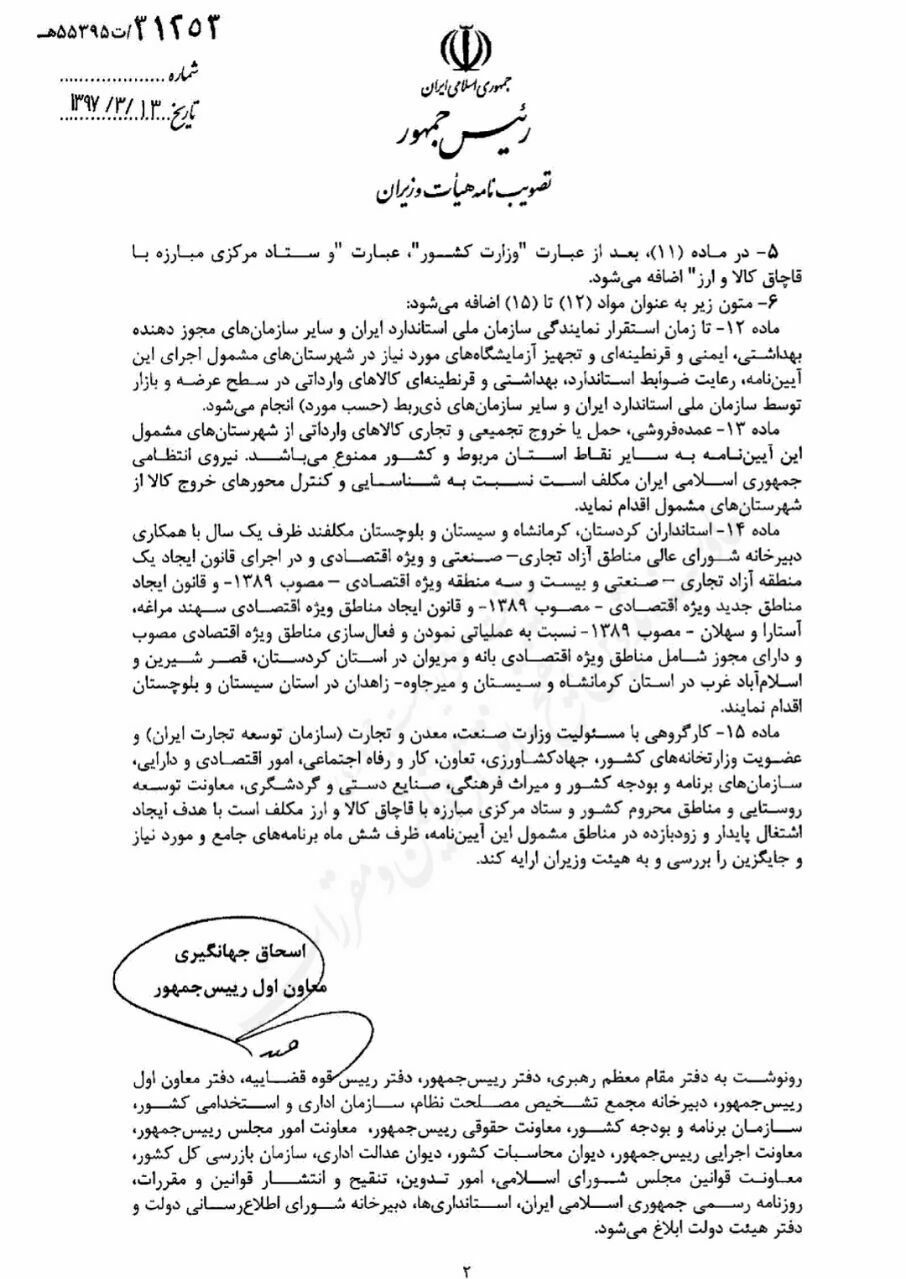
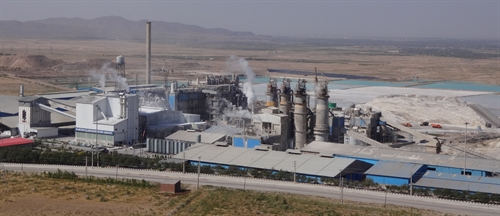